# Graphipterus reymondi
Graphipterus reymondi es una especie de escarabajo del género Graphipterus, familia Carabidae, orden Coleoptera. Fue descrita científicamente por Antoine en 1953.

## Descripción
El macho mide 17-18 milímetros de longitud y la hembra 17,4-21,4 milímetros.

## Distribución
Se distribuye por Marruecos.